# Ariya Phounsavath
Alex Ariya Phounsavath Destribois (Vientiane, 1 maart 1991) is een Laotiaans wielrenner die anno 2025 rijdt voor Roojai Insurance.

## Carrière
In 2013 won Phounsavath de wegwedstrijd op de Zuidoost-Aziatische Spelen, voor Mai Nguyễn Hưng en Robin Manullang. Een jaar later won hij de vierde etappe en het bergklassement in de Ronde van de Filipijnen en werd hij, achter Alexandru Pliușchin, tweede in de Melaka Chief Minister's Cup. In 2016 nam Phounsavath deel aan de wegwedstrijd op de Olympische Spelen in Rio de Janeiro, maar reed deze niet uit.
In januari 2018 nam Phounsavath deel aan de Ronde van Indonesië, die voor het eerst sinds 2011 werd georganiseerd. In de laatste etappe finishte hij in de eerste groep, waardoor hij de eerste plaats in het klassement overnam van Abdul Gani en zo voor de eerste Laotiaanse profoverwinning zorgde.
Voor het seizoen van 2023 stapte hij over van Thailand Continental Cycling Team naar een andere Thaise wielerploeg, dat destijds nog Roojai Online Insurance heette.

## Overwinningen
2013
 Wegwedstrijd op de Zuidoost-Aziatische Spelen
2014
4e etappe Ronde van de Filipijnen
Bergklassement Ronde van de Filipijnen
2018
Eind- en bergklassement Ronde van Indonesië
2020
1e etappe Ronde van Cambodja
Eindklassement Ronde van Cambodja
2023
 Laotiaans kampioen op de weg, elite
 Laotiaans kampioen tijdrijden, elite
2024
 Laotiaans kampioen op de weg, elite
 Laotiaans kampioen tijdrijden, elite
2025
 Laotiaans kampioen tijdrijden, elite
 Laotiaans kampioen op de weg, elite

## Ploegen
- 2012 –  RTS Racing Team (vanaf 15-11)
- 2013 –  RTS-Santic Racing Team
- 2014 –  CCN Cycling Team
- 2015 –  CCN Cycling Team (tot 20-8)
- 2017 –  Nice Cycling Team (tot 15-5)
- 2017 –  Thailand Continental Cycling Team (vanaf 1-6)
- 2018 –  Thailand Continental Cycling Team
- 2019 –  Thailand Continental Cycling Team
- 2020 –  Thailand Continental Cycling Team
- 2021 –  Thailand Continental Cycling Team
- 2022 –  Thailand Continental Cycling Team
- 2023 –  Roojai Online Insurance
- 2024 –  Roojai Insurance
- 2025 –  Roojai Insurance

Abraham · Azmi · Christie · Ebsen · Fitrianto · Gitelis · Hairolrani · Hj Johor · Lim · Mastani · Nederlof · Phounsavath · Van Uden · Wang
Boonratanathanakorn · Chawchiangkwang · Kapunya · Liphongyu · Loh · Phounsavath · Sai-udomsin · Sanikwathi · Sirironnachai